# Acropora caroliniana
Acropora caroliniana is een rifkoralensoort uit de familie van de Acroporidae. De wetenschappelijke naam van de soort is voor het eerst geldig gepubliceerd in 1976 door Nemenzo.